# DSオートモビルズ

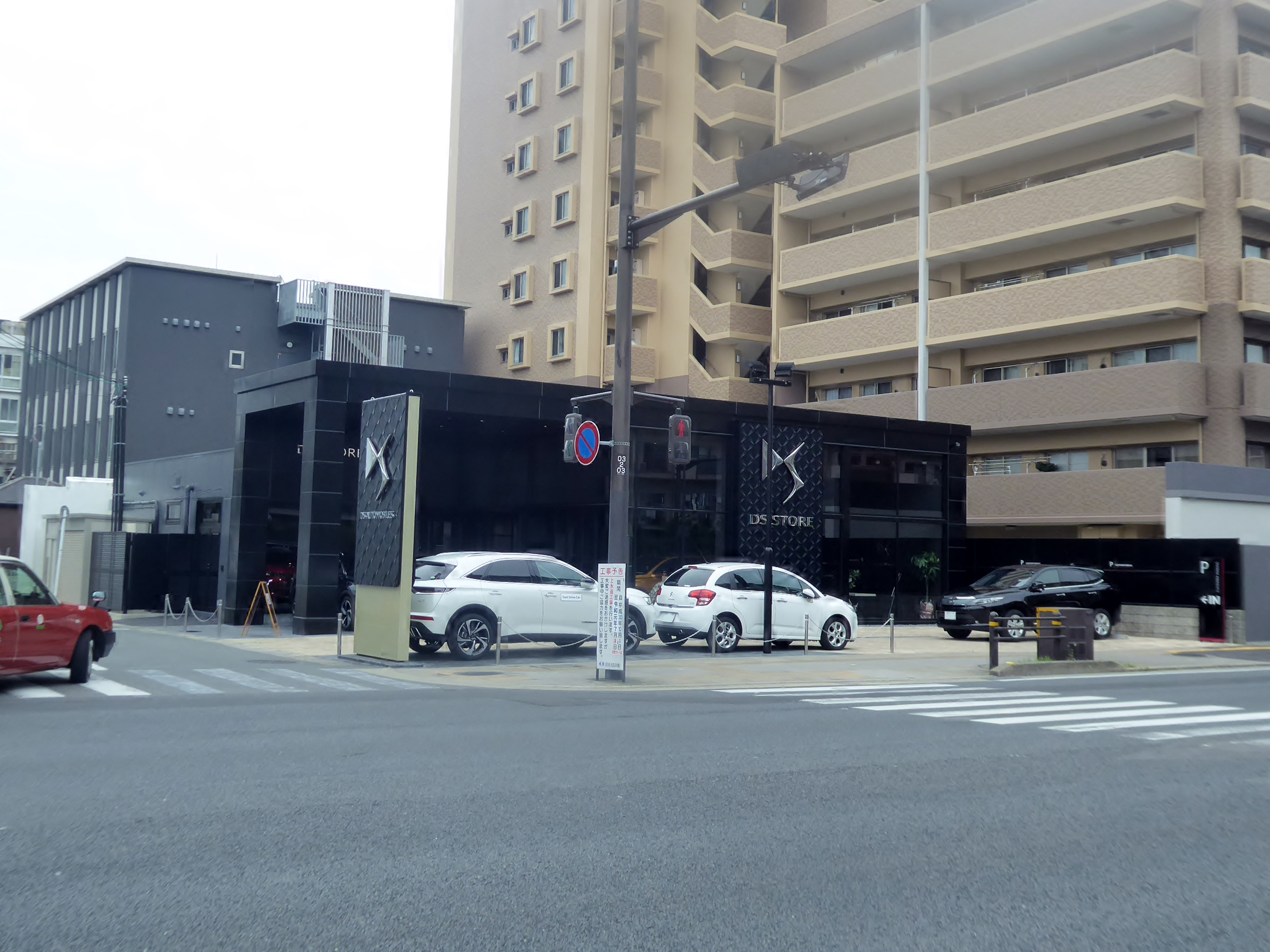
店舗一例「DSストア京都」(K・バロウ：ジーライオングループ)

DSオートモビルズ (DS Automobiles) はステランティス N.V. 傘下の高級車ブランドである。2009年にシトロエンの高級サブブランドとして発足し、2015年にシトロエンから独立して単独のブランドとなった（公式にはブランド設立日は2014年6月1日とされている）。DSはシトロエン・DSに由来していると考えられるが、Different SpiritまたはDistinctive Seriesの略とも言われている。

## 概要
グループPSAは1976年の設立当初、プジョー、シトロエン、そして現在は廃止されたタルボの3つの自動車ブランドで構成されていたが、どのブランドも大衆的なイメージが強く、プレミアムブランドとは言い難いイメージであった。PSAは設立後からゼネラルモーターズやフォルクスワーゲン・グループと同様に価格で自社ブランドを差別化する実験を行ったが、どのブランドもプレミアム価格を正当化するほどの力を持っていなかった。 そこで、PSAはフラミニオ・ベルトーニとアンドレ・ルフェーブルによって設計されたシトロエン・DSのデザイン遺産を基にDSラインを構想し、立ち上げることを決定した。
DSラインは2010年初めにシトロエン・C3をベースとするシトロエン・DS3から始まった。2010年にはシトロエン・C4をベースとするシトロエン・DS4が、2011年にはシトロエン・DS5が発表された。これらの車種は、リアバッジがそれまでのダブルシェブロンに代わって新しいDSロゴが付けられ、またフロントにもダブルシェブロンとともにDSバッジが付けられた。
2014年、PSAのカルロス・タバレスCEOは翌2015年からヨーロッパでシトロエンバッジを落としてDSを独立したブランドにする意向を示した。これに先立ち中国では、長安PSA（長安汽車とPSAとの合弁）によってDSが独立ブランドとして展開され、DS 5LSを皮切りに中国専売車種が順次投入された。これらの車種はダブルシェブロングリルが廃され、代わってDSウインググリルとDSのエンブレムが採用された。
2015年、日本でも販売を開始。当初はシトロエン販売店での併売扱いだったが2017年からはブランド別の専売体制を導入した。専売店舗の「DS STORE」のほか、既存のシトロエン販売店内に構える専売スペースの「DS SALON」の2チャネルで販売する。

## 車種一覧

### 現行
- DS 3: 2018年のパリモーターショーにて発表。発売当初はDS3クロスバックだったが、2023年5月のマイナーチェンジでDS3に車名変更。
- DS 4: 初代は当初はシトロエンブランドの車種として2010年に発表。2015年のフランクフルトモーターショーにてフェイスリフト版およびDS 4クロスバックが発表。2代目は2021年発表。
- DS 7: 2017年のジュネーヴモーターショーにて発表。2022年に「DS 7 クロスバック」より改名。
- DS 9: 4ドアセダン。2020年2月発表。3月のジュネーブ・モーターショーで公開される予定だったが新型コロナの影響により開催中止となり、YouTubeなどネットでのみの公開となった[3][4]。
- N°8（英語版）: 新フラッグシップモデルとなるファストバックスタイルのクロスオーバーSUV。2024年12月12日発表[5]。なお、先立つこと12月2日にDSは数字の前に「N°」（ナンバー）を付加する新たな車名規則を導入し、N°8が最初の車種になることを発表している[6]。

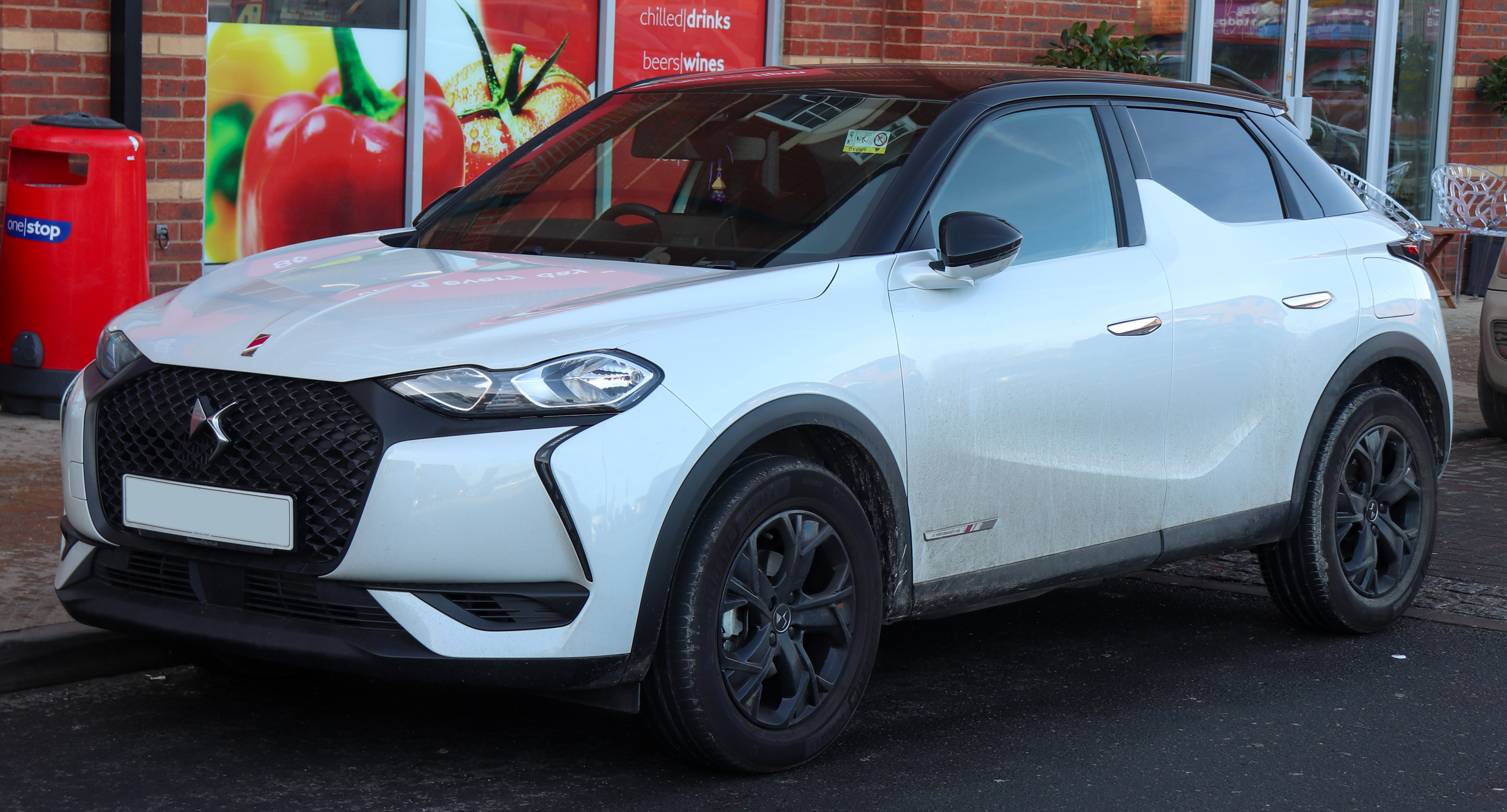
DS 3 クロスバック
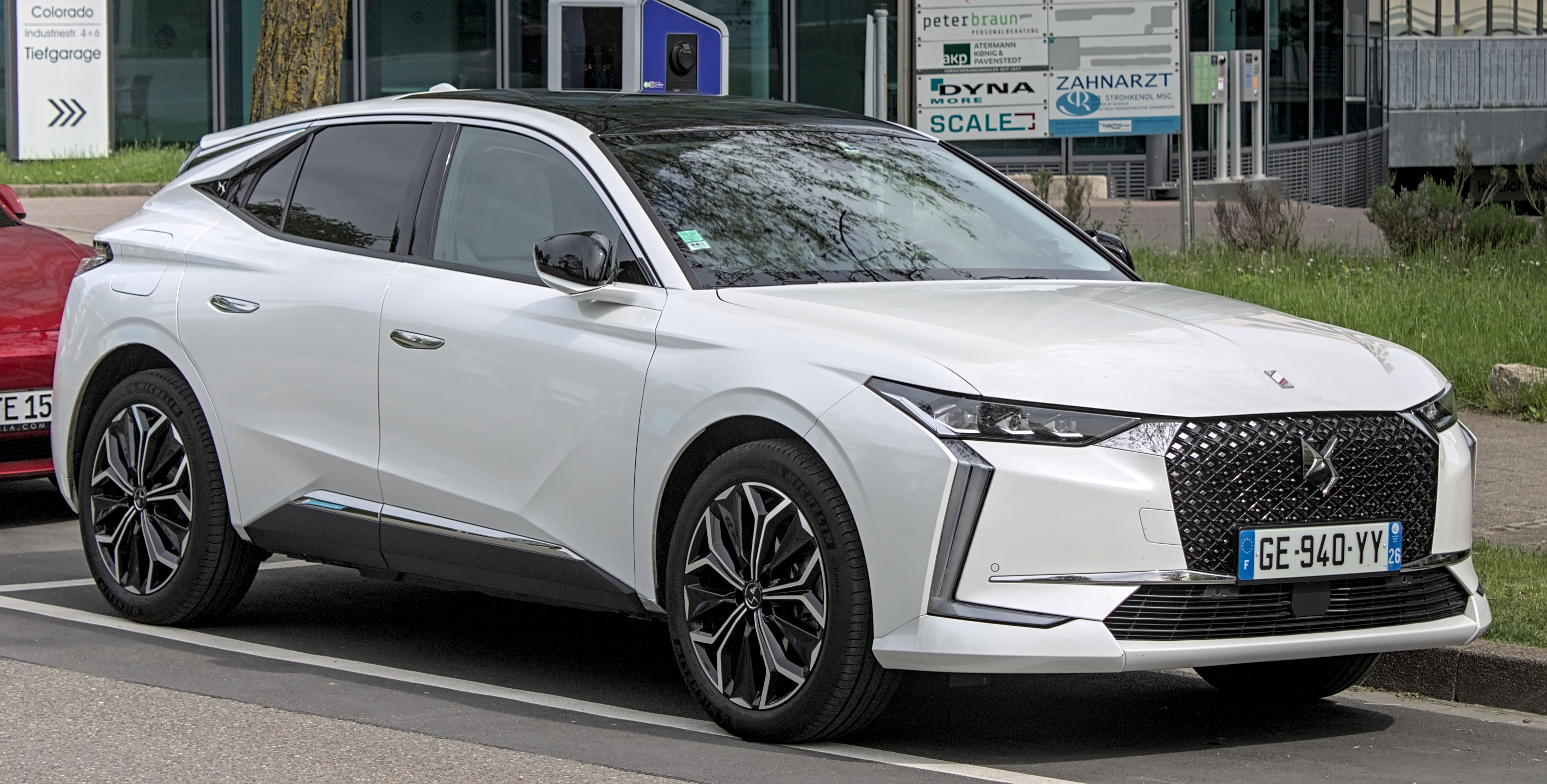
DS 4
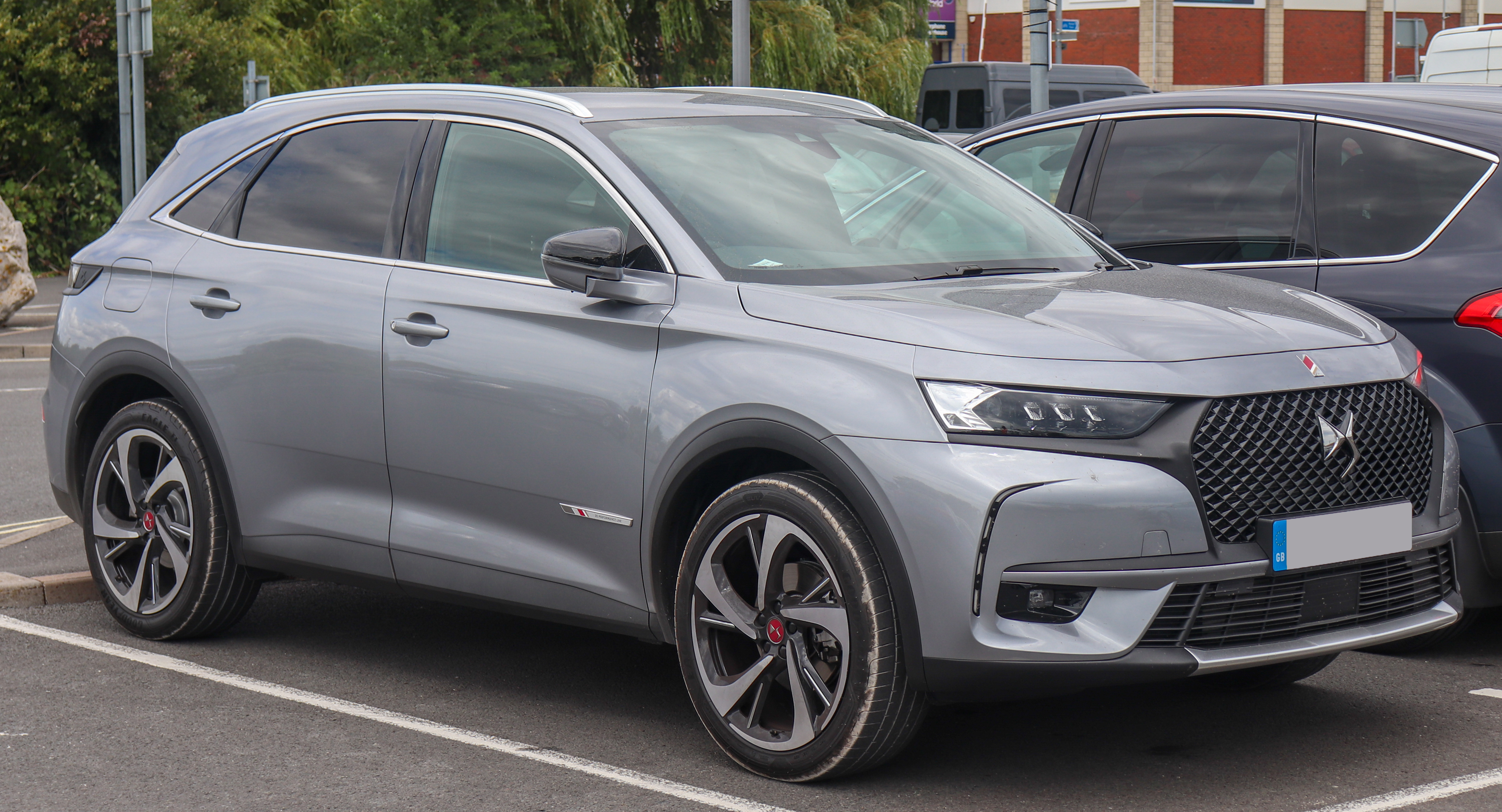
DS 7 クロスバック
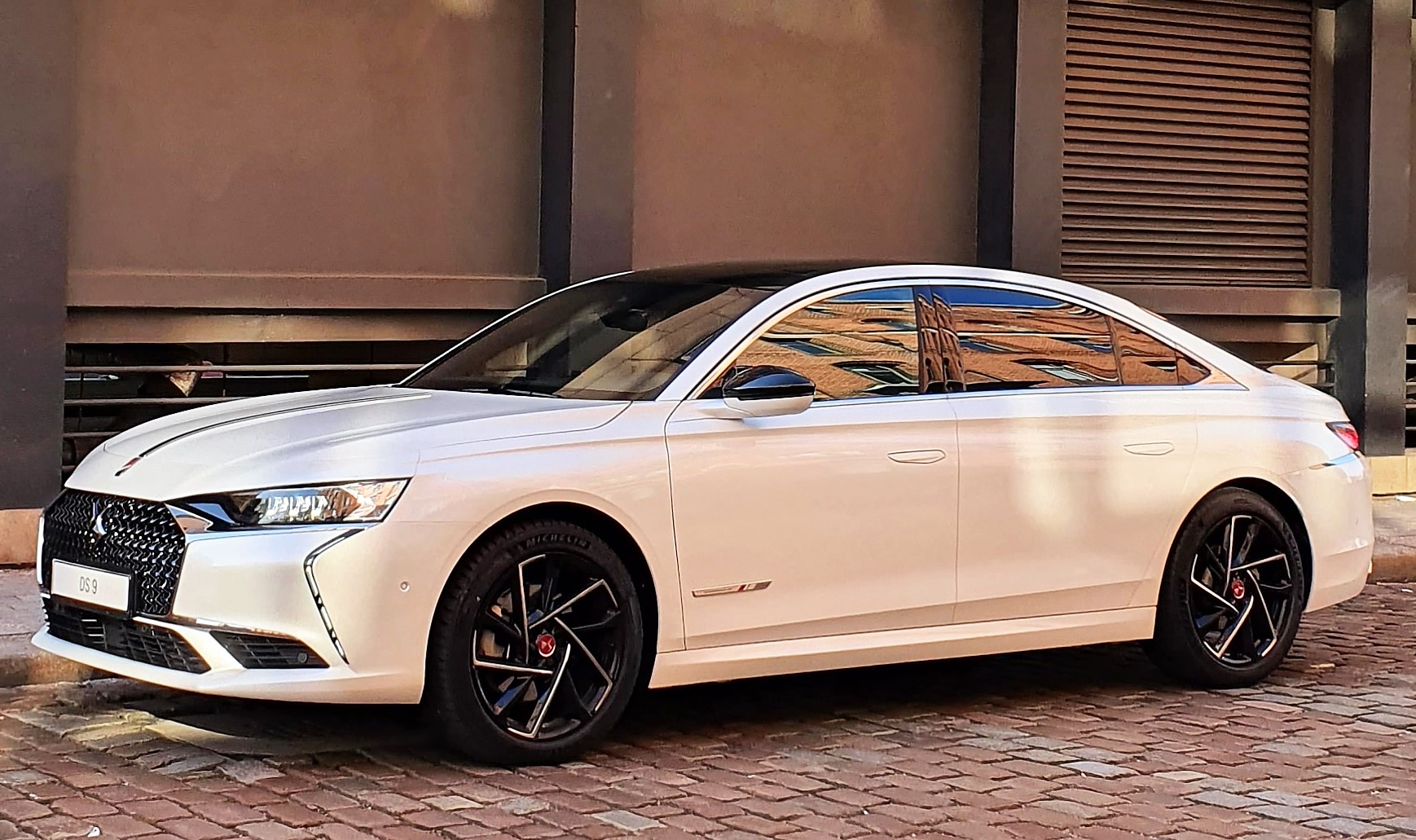
DS 9

### 販売終了
- DS 3: 旧シトロエン・DS3。2009年発表。2016年のジュネーヴモーターショーにてフェイスリフト版が発表。
- DS 4S（英語版）: 中国専売車種。2015年の広州国際モーターショーで発表。DS 5LSのハッチバック版。
- DS 5: 旧シトロエン・DS5。2011年発表。2015年のジュネーヴモーターショーにてフェイスリフト版が発表。
- DS 5LS（英語版）: 中国専売車種。2014年3月発売。DS 4Sのセダン版。
- DS 6（英語版）: 中国専売車種。2014年の北京モーターショーでDS 6WRコンセプトとしてデビューし、市販モデルは同年8月の成都モーターショーで発表。

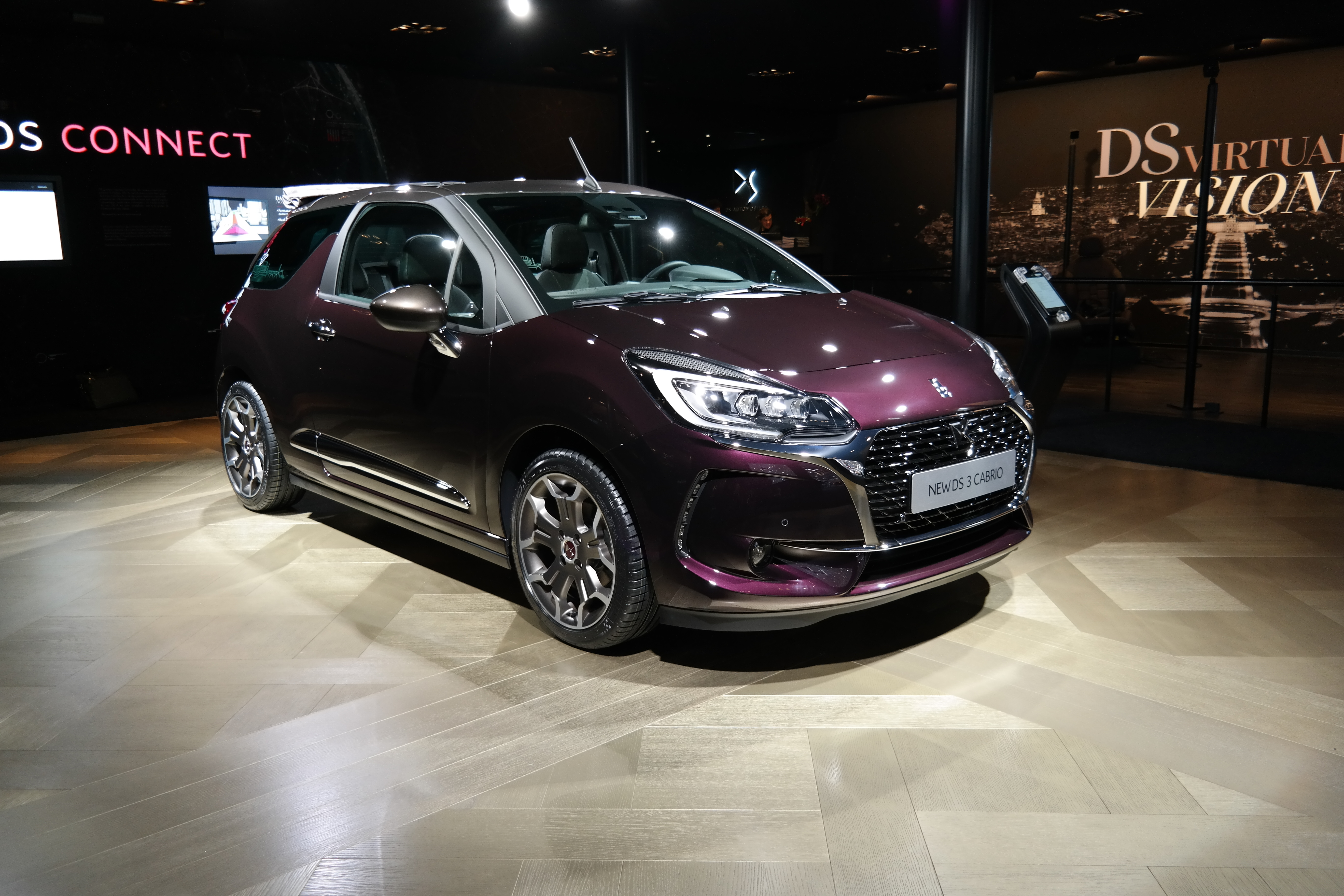
DS 3
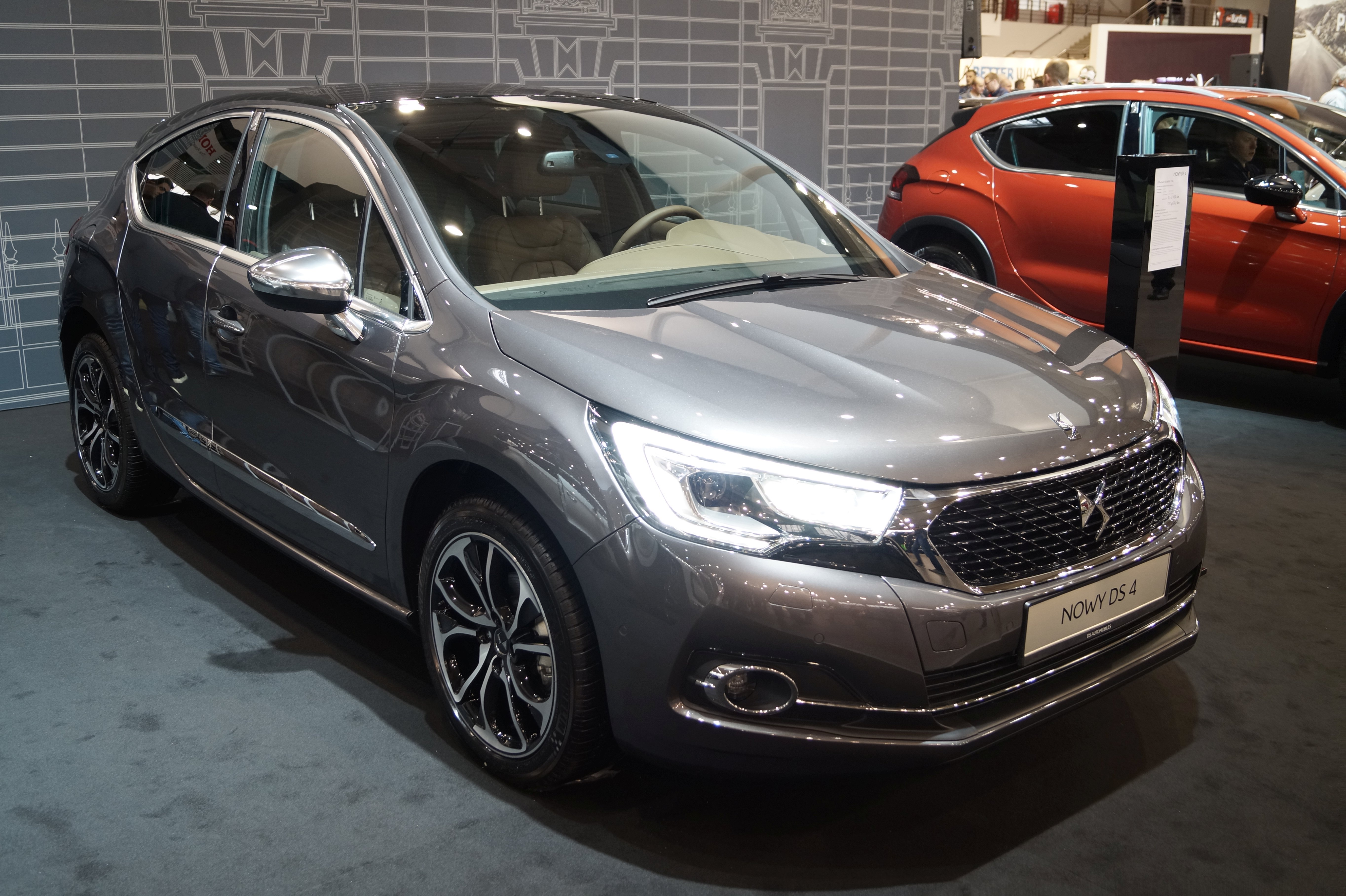
DS 4
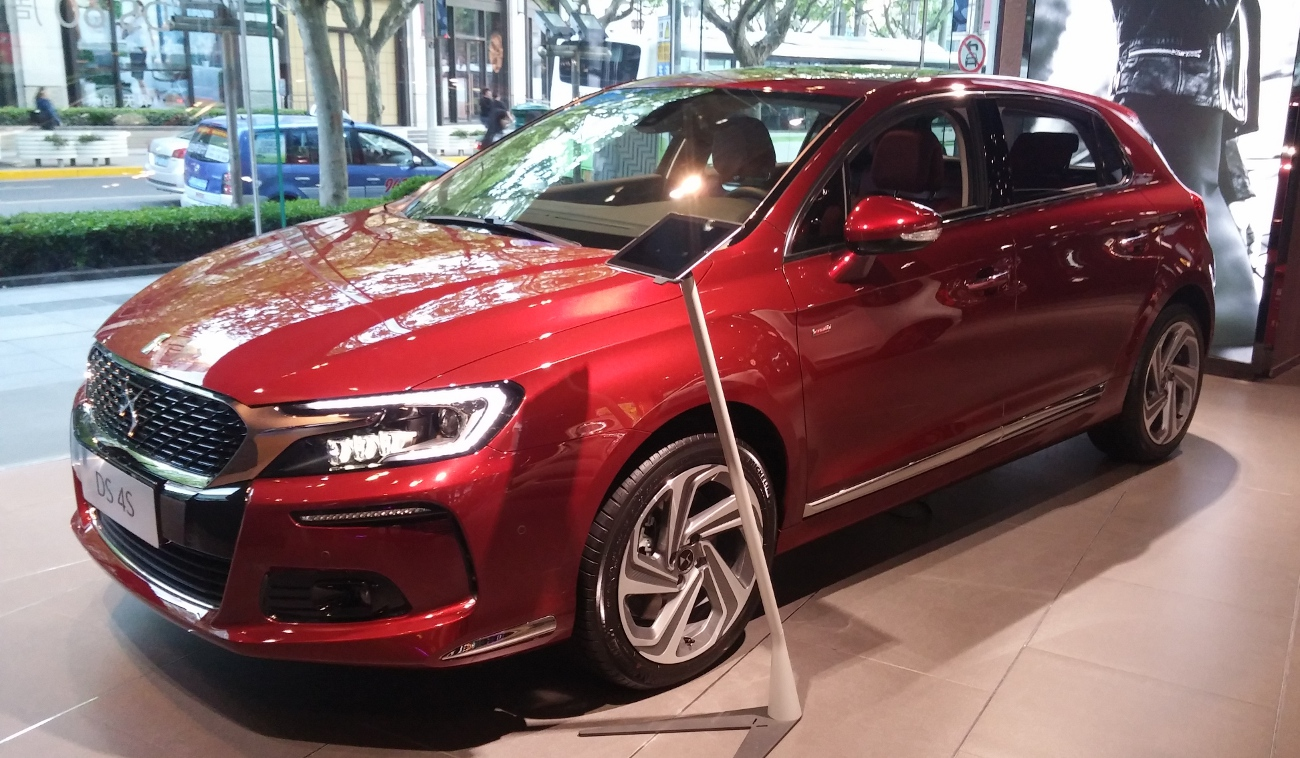
DS 4S
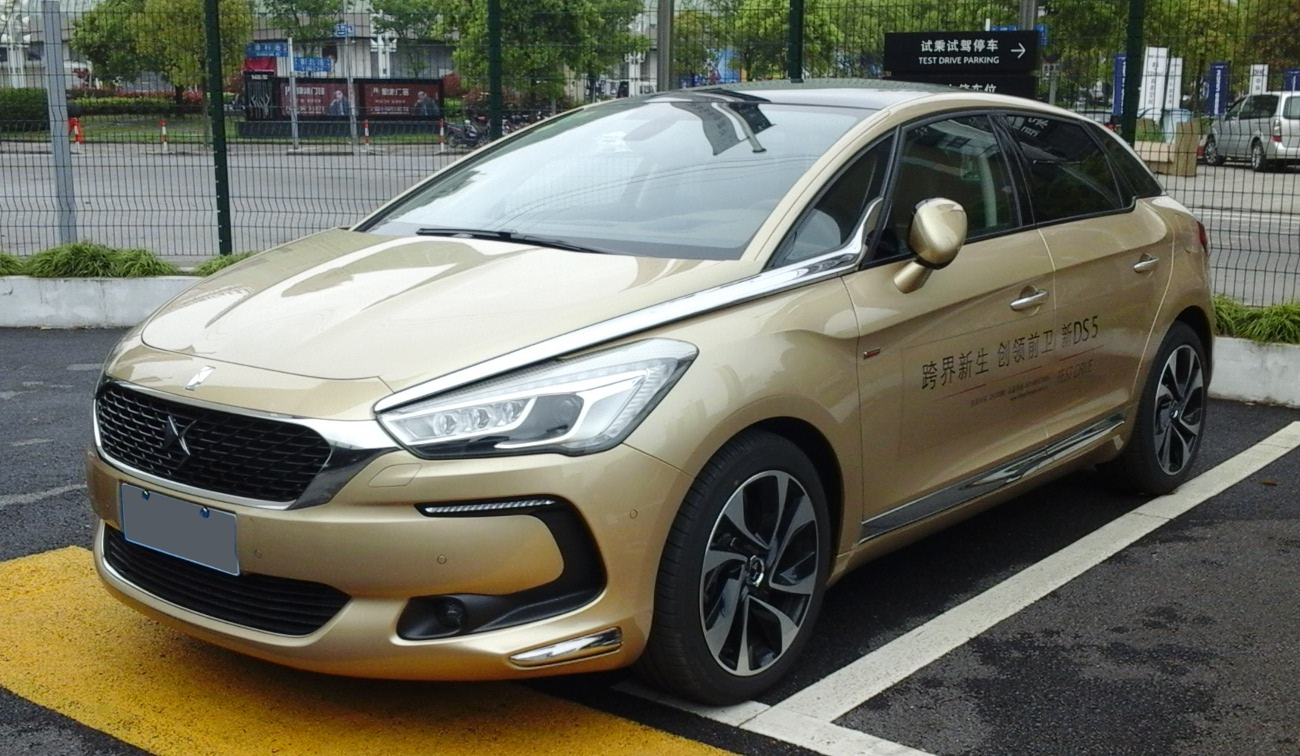
DS 5
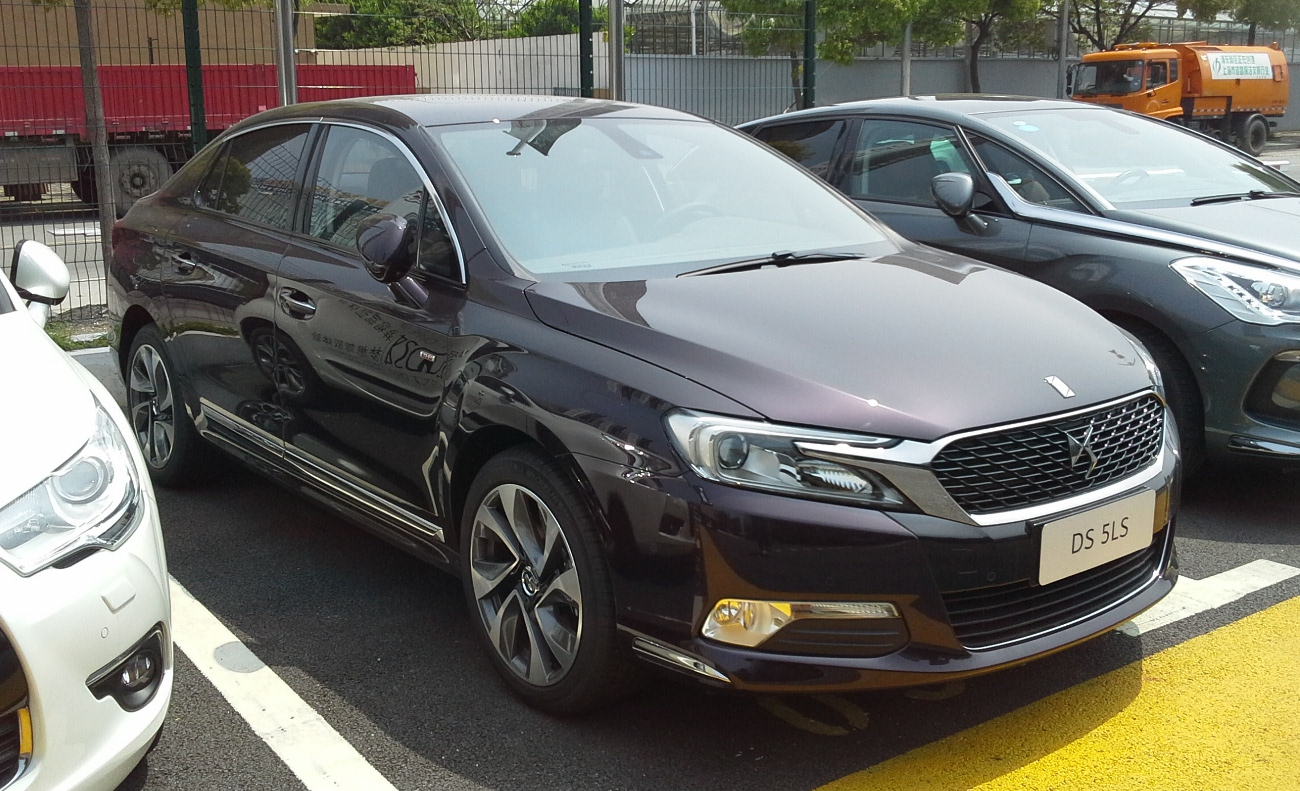
DS 5LS
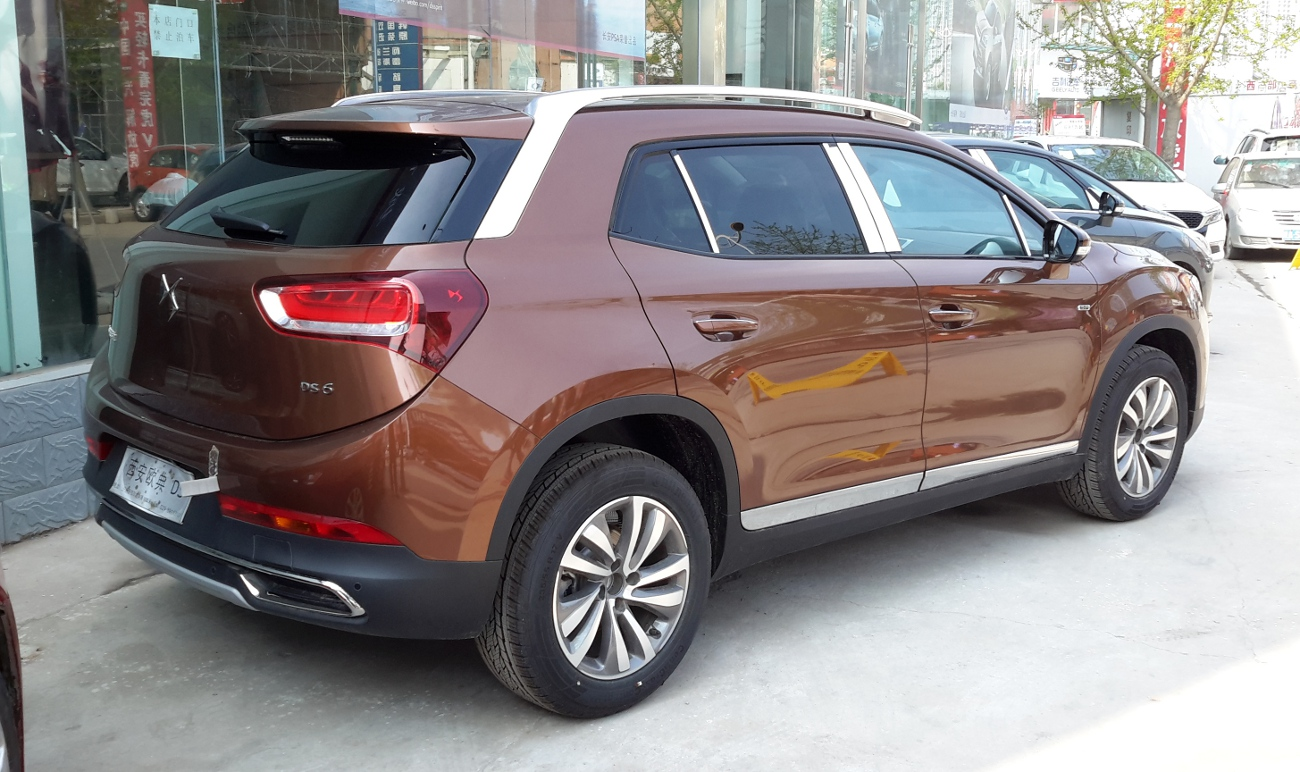
DS 6

### コンセプトカー

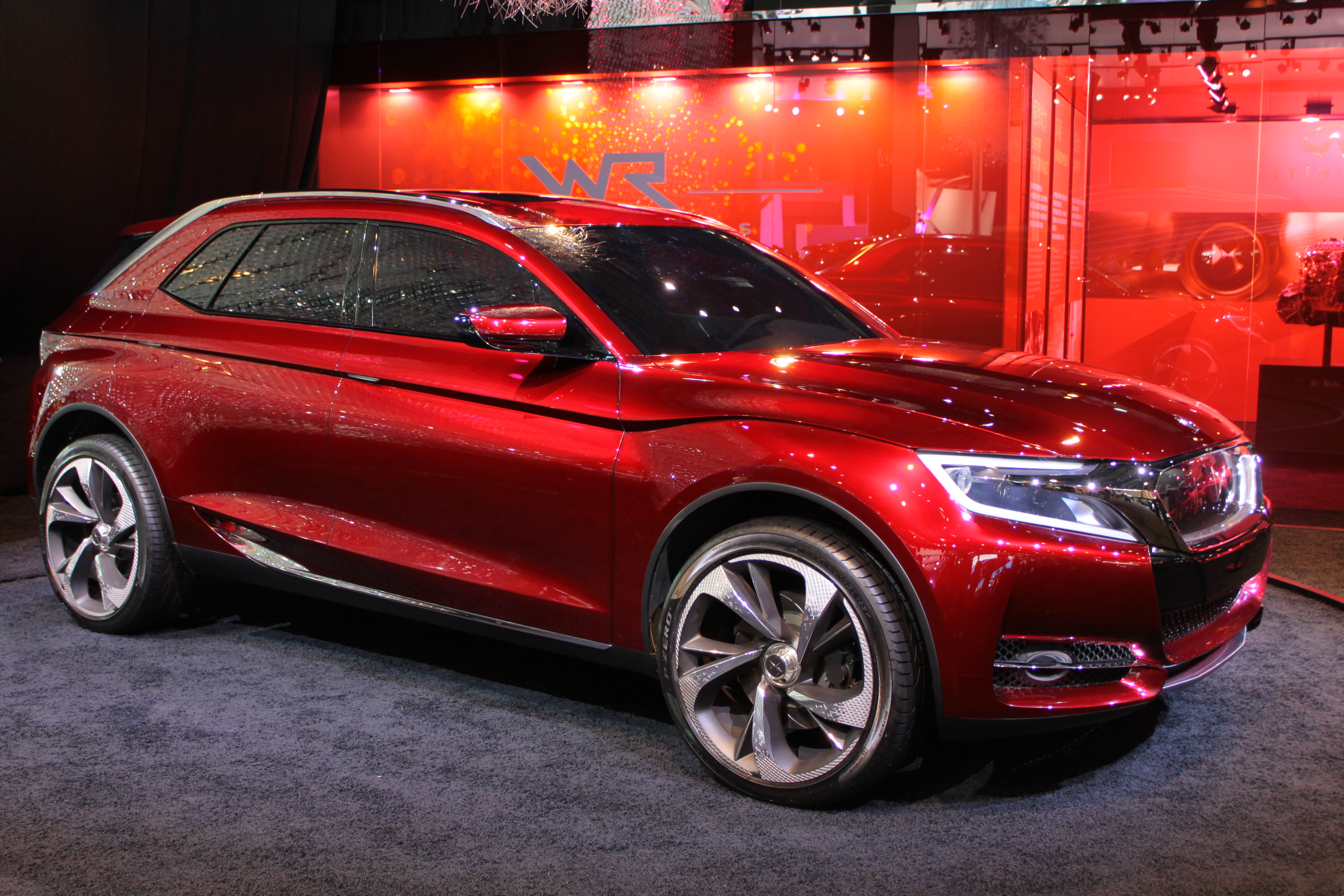
2013 DS・ワイルドルビー（2013年）
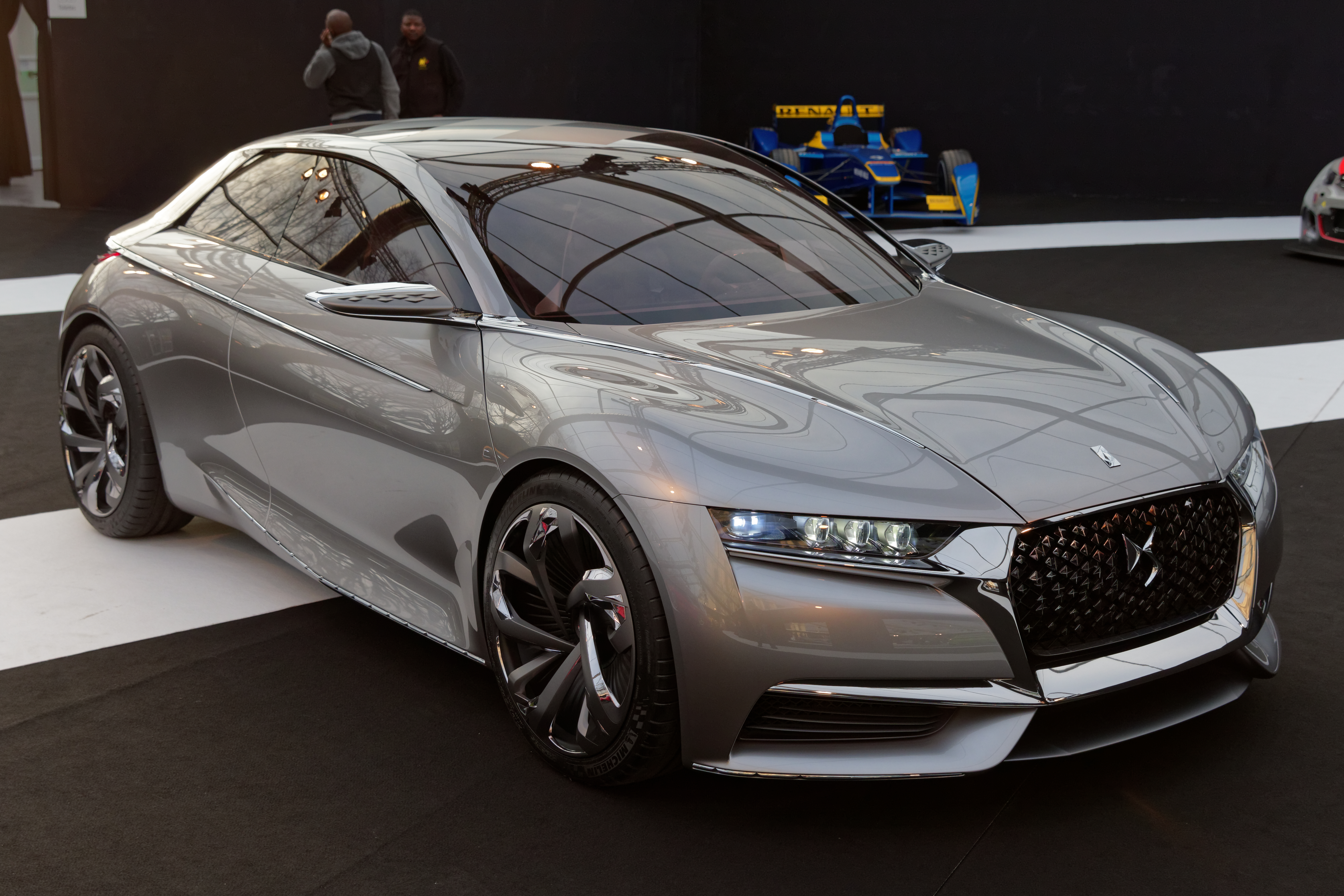
DS・ディバイン（2014年）
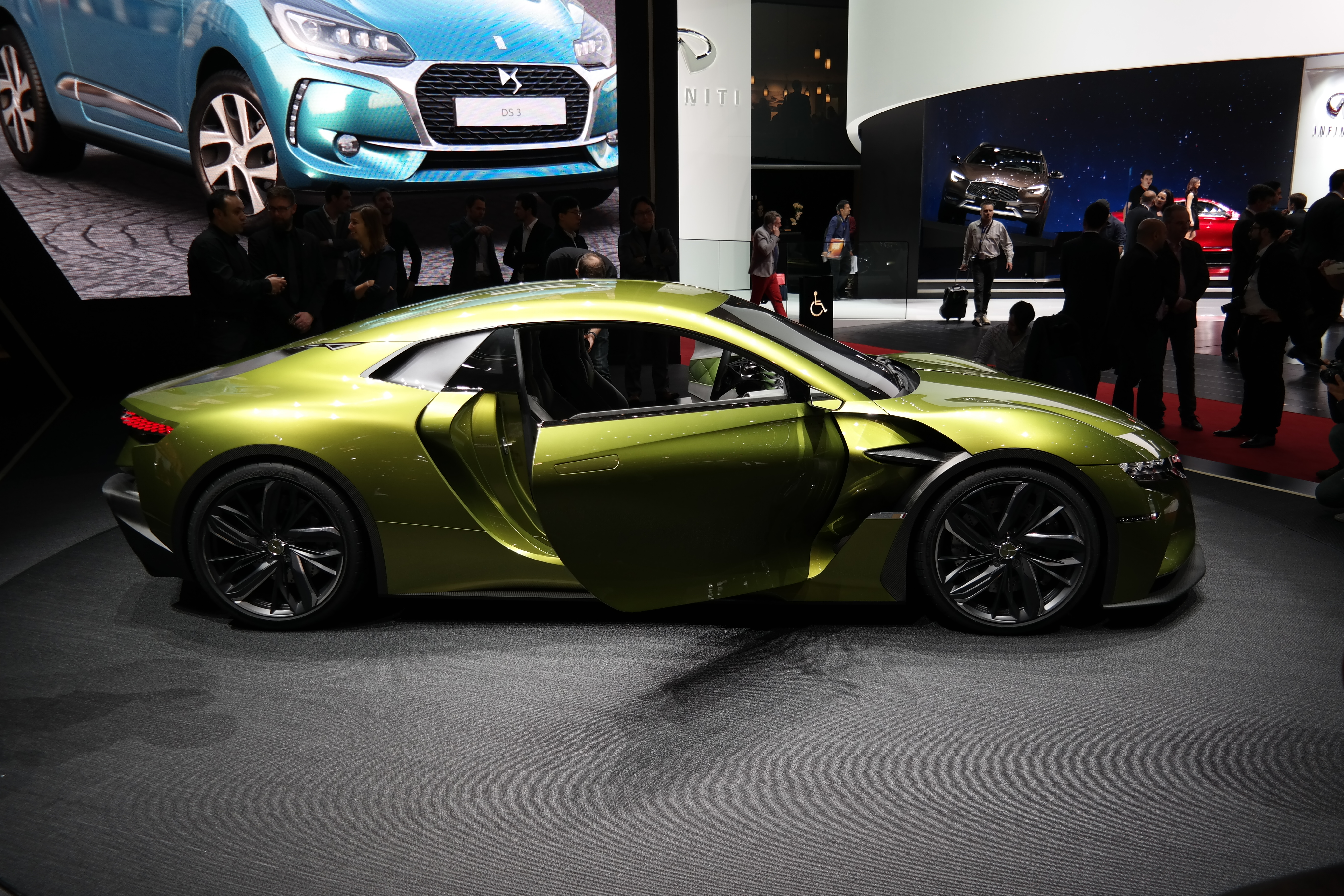
DS・E-テンス（2015年）
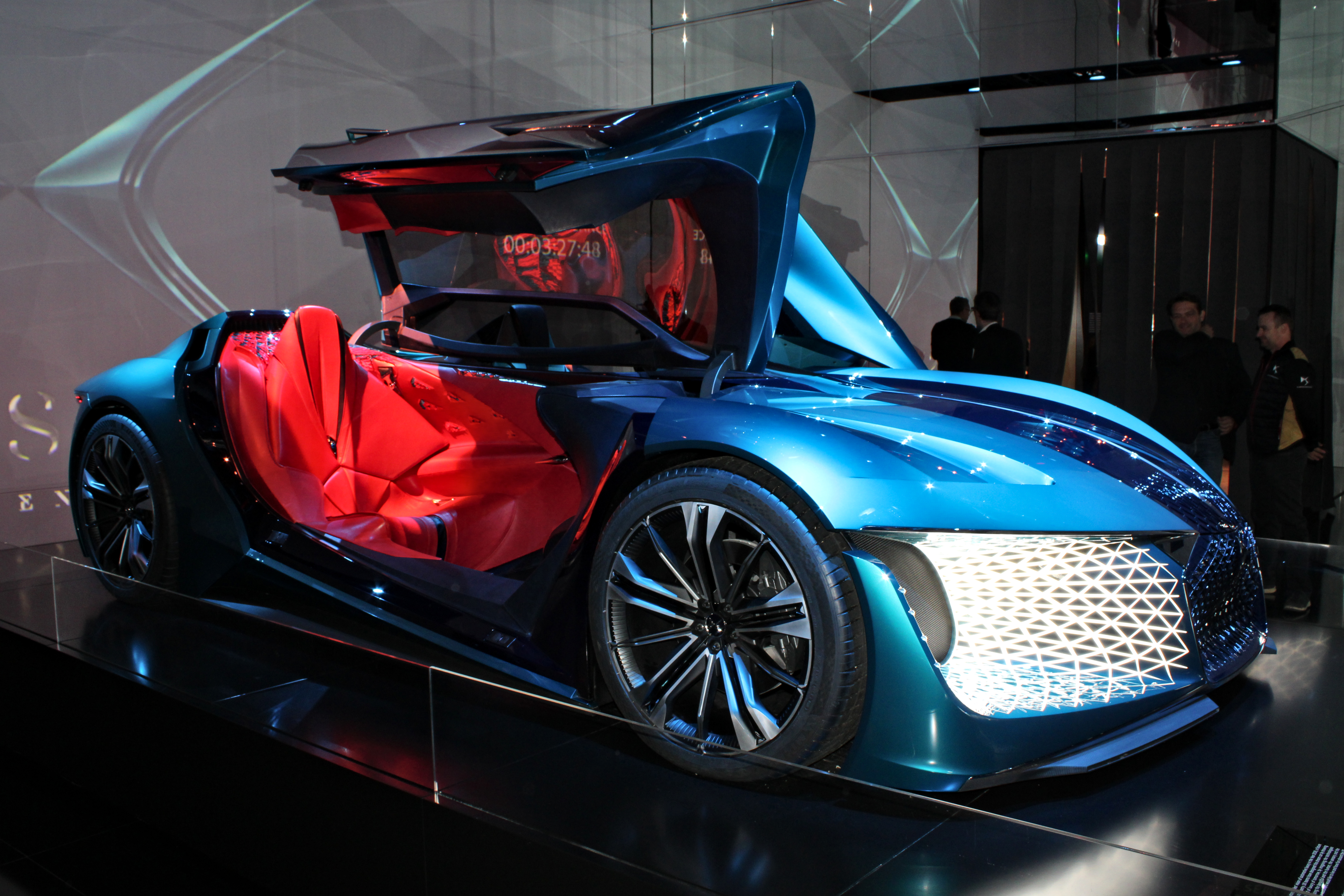
DS・X E-テンス（2018年）

## モータースポーツ
モータースポーツ部門は、DSパフォーマンスが担当している。現在フォーミュラEの技術開発や関連マーケティング活動を支援している。

### フォーミュラE

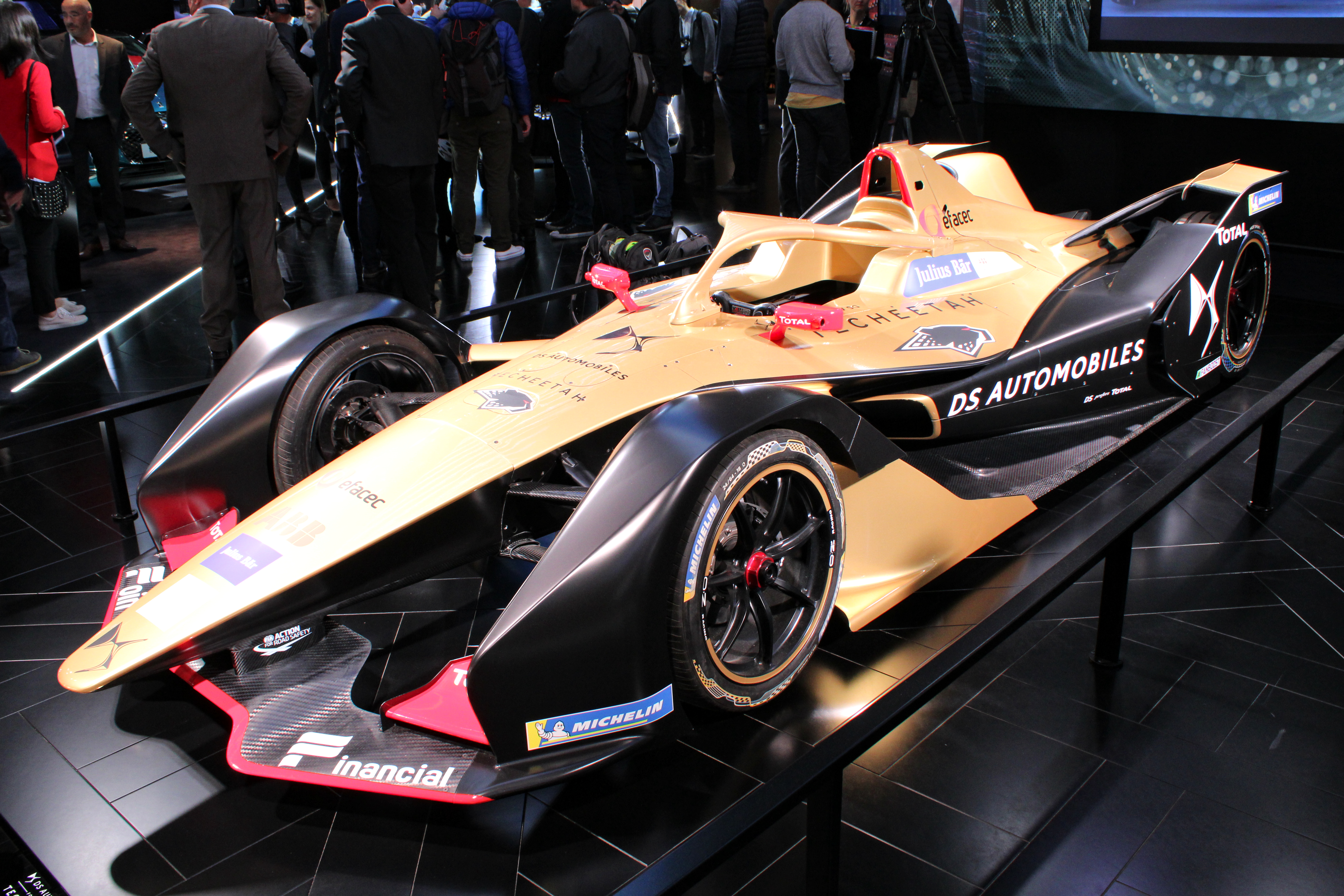
DS・テチーター（2018年）

フォーミュラEの2015年-16年シーズンより、DSヴァージン・レーシングとして参戦した。チームとしては2015年-16年はランキング3位、2016年-17年は4位だった。
2018年‐19年からはテチーターとパートナーシップ協定を結び、DS・テチーターとして参戦した。ジャン＝エリック・ベルニュの活躍により、ドライバーズ及びチームの両タイトルを獲得した。翌2019年-20年は移籍1年目のアントニオ・フェリックス・ダ・コスタがドライバーズタイトルを獲得。チームタイトルも獲得し、ダブルタイトルの連覇を果たした。
2022年-23年からは新たにドラゴン / ペンスキー・オートスポーツとパートナーシップ協定を結び、DS・ペンスキーとして参戦する。また、同じステランティス傘下のマセラティにもパワートレインを供給する。